# The Life Acoustic
The Life Acoustic ist das siebte Studioalbum des US-amerikanischen Rappers und Sängers Everlast. Es wurde am 27. August 2013 über Martyr Inc. veröffentlicht. Das Album beinhaltet 12 Stücke aus früheren Alben von Everlast, die von letzterem alle neu eingesungen worden sind, jedoch in akustischer Form. Als Begleitinstrumente sind auf The Life Acoustic lediglich eine Gitarre und ein Piano zu hören, auf andere Instrumente wird komplett verzichtet.

## Hintergrund
Die Idee zu The Life Acoustic kam Everlast nach eigenen Angaben nach seiner Europa-Tour, bei denen er seine Stücke akustisch und nur von seiner Gitarre begleitet vorführte. Da die Resonanz der Fans positiv und die Nachfrage nach einem Akustikalbum hoch war, entschied Everlast sich letztendlich dazu, The Life Acoustic zu produzieren.
Zu den Songs auf dem Album sagte Everlast, dass sich die Lieder, die er aus seinen früheren Alben nochmal neu eingesungen hat, genauso anhören würden, wie sie ursprünglich entstanden seien. Dazu erklärte er: „Die meiste Zeit war ich alleine mit meiner Gitarre in einem Zimmer, ab und zu mit einem Kollegen, der am Klavier saß. Ich schrieb die Songs und entwickelte und arrangierte sie akustisch, bevor ich sie ins Studio brachte.“ Über die Auswahl der Stücke sagte Everlast in einem Interview mit motor.de: „Es sind einfach Songs, die ich liebe. Die meisten Originale davon hat man noch nie im Radio gehört. Es gibt keine Hits auf dem Album.“

## Cover
Auf dem Cover ist ganz oben „THE LIFE ACOUSTIC“ in gelben Neon-Farben zu lesen, in der Mitte ist ein Konterfei von Everlast zu sehen, er trägt ein Rollkragenpullover oder einen Poncho und eine Mütze. Dies ist wohl als Referenz zum Film Die Tiefseetaucher zu sehen, der im Original „The Life Aquatic with Steve Zissou“ heißt und Bill Murray auf Postern in ähnlichem Aufzug zeigt.

## Titelliste
| #   | Titel            | Länge |
| --- | ---------------- | ----- |
| 1.  | Sad Girl         | 4:34  |
| 2.  | Black Jesus      | 3:48  |
| 3.  | Today            | 4:56  |
| 4.  | Broken           | 4:47  |
| 5.  | Stone In My Hand | 3:37  |
| 6.  | Weakness         | 3:52  |
| 7.  | Children’s Story | 3:08  |
| 8.  | Stay             | 4:31  |
| 9.  | My Medicine      | 2:44  |
| 10. | Lonely Road      | 3:44  |
| 11. | Grandma’s Hand   | 1:59  |
| 12. | Jump Around?     | 3:26  |

## Chartplatzierungen
| Jahr | Titel                       | Höchstplatzierung, Gesamtwochen, AuszeichnungChartplatzierungen (Jahr, Titel, Platzierungen, Wochen, Auszeichnungen, Anmerkungen) | Höchstplatzierung, Gesamtwochen, AuszeichnungChartplatzierungen (Jahr, Titel, Platzierungen, Wochen, Auszeichnungen, Anmerkungen) | Höchstplatzierung, Gesamtwochen, AuszeichnungChartplatzierungen (Jahr, Titel, Platzierungen, Wochen, Auszeichnungen, Anmerkungen) | Höchstplatzierung, Gesamtwochen, AuszeichnungChartplatzierungen (Jahr, Titel, Platzierungen, Wochen, Auszeichnungen, Anmerkungen) | Höchstplatzierung, Gesamtwochen, AuszeichnungChartplatzierungen (Jahr, Titel, Platzierungen, Wochen, Auszeichnungen, Anmerkungen) | Anmerkungen                           |
| Jahr | Titel                       | DE | AT | CH | UK | US | Anmerkungen                           |
| ---- | --------------------------- | --- | --- | --- | --- | --- | ------------------------------------- |
| 2013 | Whitey Ford Sings the Blues | DE98 (1 Wo.)DE | — | CH67 (1 Wo.)CH | — | US102 (1 Wo.)US | Erstveröffentlichung: 27. August 2013 |

## Kritik
| Professionelle Bewertungen | Professionelle Bewertungen |
| -------------------------- | -------------------------- |
| Kritiken                   |                            |
| Quelle                     | Bewertung                  |
| laut.de                    | [ 3 ]                      |
| Allmusic                   | [ 4 ]                      |
| Stormbringer.at            | 11/15                      |
| Spectrum Culture           | 2.75/5                     |

Kai Butterweck von laut.de schrieb, dass The Life Acoustic kein gewöhnliches Greatest-Hits-Album sei, stattdessen seien zwölf erlesene Songs auf dem Album, denen Everlast die „Klamotten vom Leibe“ reisse und sie „nackt, wie er sie schuf“, präsentiere. Der Fokus liege hier auf der Akustik, die Songs seien auf ein Minimum reduziert und klingen „authentischer denn je“.
Danny Frischknecht von der österreichischen Website Stormbringer.at ist der Meinung, dass Everlast sich auf „The Life Acoustic fast neu erfinden“ würde. Everlasts Neuinterpretationen seiner Lieder und seine Stimme seien vergleichbar mit dem Stil eines Tom Waits oder Nick Cave. Der Opener Sad Girl sei zum „Chillen und Anhängen mit einem guten Glas Wein oder einem Whiskey“. Everlast habe „enorme“ Singer- beziehungsweise Songwriter-Qualitäten, seine Arrangements seien „stimmig und stimmungsvoll“. Frischknecht lobt Everlasts Stimme und bezeichnet sie als überzeugend, die aufgrund der wenigen Begleitinstrumente noch stärker hervortrete. Sympathisch findet Frischknecht auch, dass Everlast jeden Song vorher mit Titel ankündigt. Alles in allem sei The Life Acoustic ein „cooles, grooviges Stück Musik, das weitere neue Facetten im künstlerischen Repertoire von Everlast“ aufzeige.